# Szekizuka Takasi
Szekizuka Takasi (関塚 隆) (Funabasi, 1960. október 26. –) japán válogatott labdarúgó.
1984 és 1991 között a Honda FC csapatában játszott. 112 bajnoki mérkőzésen lépett pályára és 36 gólt szerzett. 1991-ben vonult vissza.
2004 és 2009 között a Kawasaki Frontale edzője volt. 2010-ben a japán U23-as válogatott szövetségi edzője lett. Irányításával részt vettek a 2012. évi nyári olimpiai játékokon (negyedik hely).